# Não Tem Volta
Não Tem Volta é um filme de comédia brasileiro, produzido pela Conspiração e com direção de César Rodrigues. O filme teve sua estreia em  23 de novembro de 2023. É estrelado por Rafael Infante e  Manu Gavassi.

## Sinopse
Henrique (Rafael Infante) não consegue superar a separação de Gabriela (Manu Gavassi) e, mesmo 1 ano depois, está tão devastado que é incapaz de se animar com mais nada, nem ninguém. Para acabar com o sofrimento, ele decide tirar a própria vida, mas como não tem coragem, contrata uma empresa de assassinos de aluguel que tem apenas uma única regra: Após a assinatura e o pagamento, a decisão não tem volta. Porém, após assinar o contrato, Henrique e Gabriela se cruzam ao acaso e ela descobre que quer reatar a relação. Desesperado para descobrir quem será o seu carrasco, Henrique envolve-se em uma trajetória repleta de situações tensas e mirabolantes para se salvar e, finalmente, ficar com a mulher que ama.

## Elenco
- Rafael Infante como Henrique
- Manu Gavassi como Gabriela
- Diogo Vilela como Rogerio
- Roberto Bomtempo como Arlindo
- Betty Gofman como Samantha
- Fábio de Luca como César Rodrigues
- Pietro Barana como Vicenzo Barbarano
- Breno Souza como DiBoa
- Heraldo de Deus como Luiz